# ビデオリサーチ
株式会社ビデオリサーチ（英: Video Research Ltd. 略称 "VR"）は、東京都千代田区に本社を置く、テレビ番組の視聴率調査（後述の5県を除く全国42都道府県）、ラジオ番組の聴取率調査をはじめとするメディアリサーチや、マーケティングリサーチを行う日本の会社。
1962年（昭和37年）9月20日、東京芝浦電気（現：東芝）・電通・民間放送18社の共同出資により設立。電通が全株式の34.2%を保有しており、同社の持分法適用会社の位置づけにある。

## 概要
電通社長吉田秀雄が放送局や広告主などに呼び掛けて設立に動いた。背景としては、エーシーニールセン（ニールセン）が機械式の世帯視聴率調査を開始する中で、外国資本に視聴率調査をゆだねることへの警戒感があったが、広告代理店やテレビ局自らが、視聴率調査をすることへの危険性も当初から指摘されていた。
『テレビ視聴率日報』（通称：日報）というレポートを調査翌日の午前9時に発行しており、最新の視聴率データをテレビ局や広告代理店のクライアント（顧客）に提供している。
日報には、番組平均世帯視聴率、前四週平均世帯視聴率、終了時世帯視聴率、前四週終了時世帯視聴率、番組視聴占拠率などのデータが記載されている。
その他詳細な視聴率データは、『テレビ視聴率速報』（日報の確定版）や『テレビ視聴率週報』（1週間分の毎分、5分、15分、30分平均視聴率と、時間区分別視聴率をウェブページで提供）に記載され提供されている。
テレビ視聴率調査のほかにも、調査員による面接調査やアンケート調査、街頭調査などを用いて、テレビ・ラジオ番組に関する様々な調査も行っている。

## 視聴率調査方法
会社設立当初は、家庭を直接社員が訪問、視聴した番組や時間を聞き込む方法をとっていたが、1960年代中に選ばれた家庭に視聴率調査用の装置を設置し、その装置で一定時間に視聴しているチャンネルをテープに記録するオフラインメータ方式を採用し、1978年には同社が開発した「ミノル・メーター」を用いて電話回線を通じて情報送信するオンライン方法に変わった（詳細は「視聴率#歴史」を参照）。装置の詳細や対象者の選出方法などは非公開（対象家庭は無作為に選ばれる）となっており、調査中および終了後も調査方法について秘匿するよう誓約させている。
2年間でサンプル世帯は交代する。なお、サンプル世帯選びにあたっては近親者にマスコミ関係者がいないか調べ、公正に行うよう努めている。視聴率は個人視聴率（テレビごと）と世帯視聴率（世帯ごと）に分類され、さらにそれぞれがリアルタイム視聴率とタイムシフト視聴率に細分化されるが、単に“視聴率”と言えば普通は世帯のリアルタイム視聴率を指す。日本における世帯のリアルタイム視聴率は、かつてエーシーニールセン（ニールセン）と両社で測定していたが、2000年にニールセンが日本国内における視聴率調査から撤退し、それ以降はビデオリサーチの測定結果を指し、一般的にその数値が用いられることとなった。
世帯視聴率以外にも、家族一人一人の年齢、性別などを機器に登録して個人ごとの視聴状況調査「個人視聴率」が1997年の「年度」（同年3月31日）の調査分より関東地区に限り導入されたが、他地区でも順次導入されている。
世帯視聴率・個人視聴率はこれまでリアルタイム視聴率のみを対象としていたが、2016年の「年度下期」から（同年10月3日調査分から）関東地区（後述）に限り、タイムシフト視聴率も対象に加わった。2018年の「年度」から（同年4月2日調査分から）関西地区（後述）でも、同年の「年間下期」から（同年7月2日調査分から）名古屋地区（後述）でも、タイムシフト視聴率も対象に加わる。
視聴率調査は放送対象地域内の地元民放テレビ局が3局以上あることが調査の条件である。したがって、山梨県、福井県、徳島県、佐賀県、宮崎県では視聴率調査が行われていない（ただし、年数回アンケート方式での調査が行われることがある）。
突発的な事件や災害などによる報道特別番組放送に伴い、テレビ局各局において、当初予定されていた番組編成が大幅に変更となった場合は視聴率の測定を停止し、発表を行わないことがある。事例として、2024年1月1日夕方に発生した能登半島地震により、当日のゴールデンタイム・プライムタイム番組の視聴率発表が取りやめになったケースが挙げられる。

### テレビ視聴率における調査対象区域と調査期間、対象世帯数
- 2020年以降視聴率の調査が大幅に見直され、調査の拡充や調査世帯数の増加が行われた。[7]

- 52週調査（終日調査、リアルタイム・タイムシフト両調査）地域・2700世帯
  - 関東広域圏（東京都、群馬県、栃木県、茨城県、埼玉県、千葉県、神奈川県）
- 52週調査（終日調査、リアルタイム・タイムシフト両調査）地域・1200世帯
  - 近畿広域圏（大阪府、京都府、兵庫県、滋賀県、奈良県、和歌山県）
- 52週調査（終日調査、リアルタイム・タイムシフト両調査）地域・600世帯
  - 中京広域圏（愛知県、岐阜県、三重県）
- 52週調査（終日調査、リアルタイム・タイムシフト両調査）地域・400世帯
  - 北海道、福岡県
- 52週調査（終日調査、リアルタイム・タイムシフト両調査）地域・200世帯
  - 宮城県、福島県、新潟県、静岡県、岡山県・香川県、広島県
    - ※なお、岡山・香川の両県は1つの地域として調査する（「岡山高松地区」として）

  - 青森県、岩手県、秋田県、山形県（以上、東北地方）
  - 長野県、富山県、石川県（以上、中部地方）
  - 鳥取県・島根県、山口県、愛媛県、高知県（以上、中国地方・四国地方）
    - ※なお、鳥取・島根の両県は1つの地域として調査する（「鳥取島根地区」として）

  - 熊本県、長崎県、大分県、鹿児島県、沖縄県（以上、九州・沖縄地方）

## 視聴率不正操作問題
2003年10月、日本テレビのプロデューサーが、担当番組を見るように登録視聴者に依頼し、金銭を渡していたことが発覚した。視聴を依頼する際、他局の番組も依頼に混ぜることで、視聴率工作が発覚しないようにしていた。このプロデューサーは翌11月に、日本テレビ放送網から懲戒解雇された。もっとも、このような不正工作によって変動する視聴率は、1パーセントにも満たないと見られている。
この事件が発生して以降、同社の視聴率以外に、他社の恒常的オンライン視聴率調査や番組の質や影響力（効果）を数値化する指標の登場が特に期待されているが、ニールセン撤退以来、日本では現在に至るまで現れていない。

## 視聴率調査技術
- 2009年2月5日、データビジョン2009において、コード信号、音声情報、携帯電話ログ情報などにより、生放送以外の視聴率を調査できる技術を発表。